# Heliaeschna trinervulata
Heliaeschna trinervulata é uma espécie de libelinha da família Aeshnidae.
Pode ser encontrada nos seguintes países: Camarões, República Democrática do Congo, Malawi, Moçambique, Tanzânia, Uganda, Zâmbia e possivelmente em Nigéria.
Os seus habitats naturais são: florestas subtropicais ou tropicais húmidas de baixa altitude.